# Jim Fleeting
Jim Fleeting (* 8. April 1955 in Glasgow) ist ein ehemaliger   schottischer Fußballspieler und jetziger Fußballtrainer. Fleeting begann seine Karriere bei Norwich City, wo er jedoch nur einmal zum Einsatz kam und daraufhin zu Ayr United wechselte. Nach sechs Jahren bei Ayr United wechselte er zum FC Clyde und dann zu Greenock Morton, wo er allerdings nicht durchsetzen konnte und wieder zurück zum FC Clyde wechselte, wo er schließlich seine Karriere 1986 beendete.
Seine bisher einzige Trainerstation hatte er von 1989 bis 1990 beim FC Kilmarnock inne. Ab 2007 war er im Schottischen Verband verantwortlich für die Fußball-Entwicklung und auch den Nachwuchsfußball. 2015 machte er in einem Lehrgang seine Pro-Trainer-Lizenz.
Jim Fleetings Tochter Julie Fleeting spielt professionell Fußball bei Arsenal Ladies und für die schottische Frauen-Nationalmannschaft.